# 코요태
코요태(高耀太, 영어: KOYOTE, KYT)는 김종민·빽가·신지로 이루어진 대한민국의 3인조 혼성그룹이다. 그룹의 뜻은 '높고 크게 빛난다'라는 뜻으로 태양을 상징하며, 1998년 12월 《순정》으로 활동을 시작하여 말춤으로 인기를 끌었다. 흥겨운 댄스와 발라드 곡을 부른다.
남자 멤버들은 계속 교체되었으나 여자 멤버인 신지는 원년 멤버이면서도 한 번도 탈퇴한 적이 없다.

## 멤버 변화
코요태는 지금까지 8번 멤버의 구성이 변화한 그룹이다. 다음은 멤버의 변화를 정리한 것이다. 원년 멤버는 신지이며, 현재는 김종민, 신지, 빽가가 속해 있다.

### 1집,2집
1집부터 2집까지 활동한 멤버로서 1998년 12월 9일부터 2000년 3월 26일까지 활동하였다. 1집 순정 이후 후속곡 만남 활동 당시 비자만료(김구는 당시 미국 국적)로 인해 잠시 동안 미국에 가게 되어 배우 나진우가 대신 활동했었다. 2집 활동 후 차승민이 학업, 유학 준비, 그리고 성격상 연예계가 맞지 않는다고 생각하여 탈퇴하였으나 2011년 MIC라는 프로그램에서 신지가 차승민에 대한 언급을 했었을 때, 차승민 아버지의 반대로 인해 코요태를 탈퇴하였다고 한다. 차승민이 피를 흘리기도 하였을 정도로. 문제는 그러고 말았어야 하나 차승민의 부친이 당시 소속사 사장이었으며 폭력적인 방법으로 아들인 차승민의 연예 활동을 반대했던 것이다. 결국 차승민은 그룹에서 탈퇴하였고 심지어는 나머지 멤버들에게 통보없이 소속사를 폐업 처리하는 만행까지 저질렀다. 이로써 코요태는 차승민이 탈퇴하는 동시에 해체 위기가 왔었고, 소속사도 잃게 되었으나, 주영훈의 도움으로 새 소속사를 찾게 되었다.
(김구 - 리더, 랩, 안무, 차승민 - 리드보컬, 신지 - 메인보컬)

### 3집
새로운 소속사를 찾은 코요태는 엄정화의 안무팀 프렌즈 댄서 김종민이 3집 객원보컬로 합류해 2000년 10월 29일부터 2001년 4월 7일까지 활동하였다. 2001년 4월 7일에 3집이 활동이 끝난 이후에는 신지 · 김구만 활동하고, 김종민은 그룹에서 모습을 보이지 않았는데, 사건의 원인이 된 것은 영입할 당시부터 안무 팀에서 급하게 뽑은 사람인데다가 본인도 원래 댄서로서의 입지가 높아서 굳이 가수의 길을 가려고 하지 않았다. 그래서 앨범활동 당시 때도 객원이라는 이유로 코요태 멤버들과 차별당한 것 등등 이러한 일들이 발단이 되면서 소속사로부터 정식계약을 하지 못하였다. 결국 김종민은 수입마저 정산받지 못하고 계약해지를 당하였으며 김종민이 그룹에서 퇴출될 위기에 놓이자, 이 사실을 알게 된 신지와 김구는 소속사의 비정상적인 행동에 대해 강력하게 항의를 하였다. 그후 김종민은 10월 14일, 환경 콘서트에 6개월만에 복귀하였고, 정규 멤버가 되었다.
(김구 - 리더, 랩, 안무, 김종민(객원보컬) - 서브보컬, 안무, 신지 - 메인보컬)

### 4집(비몽)
김종민은 정규 멤버가 되었고, 4집을 준비하던 중 2002년 2월 2일, 김구가 엑스터시 마약 복용 혐의로 앨범 녹음 도중에 구속되어 활동을 중단하였다. 코요태는 또 한번 해체 위기가 왔었고, 당시 김종민이 소속이었던 안무팀 프렌즈 댄서 단장이자, 그룹 콜라 출신 김영완을 급하게 객원래퍼로 합류해 4집 앨범을 완성하였고, 2002년 3월 15일부터 2002년 5월 4일까지 활동하였다. 이 당시에 지상파에서는 타이틀곡 비몽을 제외하고는 김구의 목소리가 들어간 곡의 심의가 보류되어 겨우 활동을 시작할 수 있었다. 심의를 통과한건 객원을 구해서 녹음한 곡들만 통과했다. 그리하여 비몽은 댄스팀 프렌즈의 김영완이 객원래퍼로 참여해 반주와 녹음을 재작업해야 했다. 방송용 음원이 원곡과 다른 곡이 되었다. 결국 이러한 영향으로 제대로된 활동을 못했고 이후에 김구의 목소리가 들어간 모든곡이 모두 방송 금지를 당하면서 후속곡 선정에 어려움을 겪게 되었다.
(김종민 - 서브보컬, 안무, 신지 - 메인보컬, 김영완(객원래퍼) - 랩 / 김구 - 2002년 4월 탈퇴)

### 4집(애련, Over, 아리랑 목동, 환희)
김영완은 4집 타이틀곡 비몽만 활동하고, 안무팀으로 복귀하였다. 이후 후속곡은 김종민, 신지만 2002년 5월 12일부터 2002년 8월 11일까지 활동하였다. 그리고 이때가 2002년 FIFA 월드컵이었던 시점이었다. 그러나 응원곡에도 김구의 목소리가 들어간 모든 곡이 금지를 당한 상태에서 활동할 수 밖에 없던 탓에, 재녹음을 통해 김종민이 아리랑 목동과 애련, 환희의 랩을, 신지가 Over에서 랩을 대신했었다. 이 마약 사건으로 인하여 김구는 팀에서 사실상 퇴출되었고, 신지가 멤버들의 문제로 스트레스를 엄청 많이 받았던 것이 발단이 되어 신우염에 걸린다. 이후 지병으로 발전한 신장질환의 영향으로 연말시상식에 부종으로 엄청나게 부은 모습으로 나와서 언론에서 각종 루머가 양산되었다.
(김종민 - 서브보컬, 랩, 안무, 신지 - 메인보컬, 랩)

### 5집(비상)
앨범 준비 기간인 2003년 초 김종민과 신지사이에 열애설이 났었다. 김구의 사건으로 서로를 챙기던 모습이 연인 사이로 비춰지게 되면서였지만 연예 뉴스에서 5집 앨범 작업 현장에 직접 취재를 나가 김종민과 신지의 인터뷰를 한 결과 오보였다고 밝혀졌다. 코요태는 그룹 OPPA, PLT 출신 정명훈을 객원래퍼로 합류해 2003년 5월 22일부터 2003년 12월 30일까지 활동하였다. 신지는 앨범 발매 전에 건강을 회복하기 위해 다이어트를 하였고 앨범 자켓을 촬영할 때는 연말보다 붓기가 많이 빠진 모습으로 컴백하였다. 그러나 열린음악회에서 무리하게 공연을 하였던 신지는 성대결절로 목이 많이 상한 상태로 활동을 하게 되었다. 반면 남자 멤버들이 자주 바뀌는 것 때문에 악성 루머에 시달리던 신지 본인도 "정말 나 때문인가?"하며 자책감에 빠졌고 이때부터 점차 내리막을 탄다는 직감이 들었다고 한다. 1년여 간의 혼성 듀오에서 다시 혼성 트리오로 돌아오게 되었고, 정명훈이 군 입대를 하면서 활동을 마감하였다. 후속곡 체념 활동 당시에 리틀 코요태로 많은 인기를 끌었었다. 이 당시 원피스와 이니셜 D의 애니메이션 OST를 녹음을 하기도 했었다.
(김종민 - 리더, 서브보컬, 안무, 신지 - 메인보컬, 정명훈(객원래퍼) - 랩)

### 6집~ 현재
군 입대로 탈퇴한 정명훈을 대신하여 빽가가 6집 객원래퍼로 합류해 활동하였고, 7집부터 정규 멤버가 되었다. 2004년 3월 26일부터 2007년 11월 13일까지 김종민이 군 입대 하기 전까지 활동하였다. 현재까지 멤버 구성에는 변화가 없다.
(김종민 - 리더, 서브보컬, 안무, 신지 - 메인보컬, 빽가 - 랩, 안무)

### 스페셜 정규앨범 -Jumping
김종민의 군 복무로 멤버들은 각자 활동하고 있던 시기에 정규 앨범 《Jumping》을 발매하며 김종민의 부재에도 2009년 5월 31일부터 2009년 7월 12일까지 활동하였다. 그리고 이 앨범 활동이 끝난 후 빽가는 2009년 10월 15일 군 입대를 하였으나, 대체복무 중 신종플루에 감염되어 서울 중앙지법에 복무시작일인 2009년 11월 16일 대신 2009년 11월 23일에 복무를 시작하였다. 며칠 뒤 빽가는 교통사고로 인하여 서울 모 병원에서 검사를 받던 중 뇌종양(뇌수막종) 판정을 받았다.
(신지 - 메인보컬, 빽가 - 랩, 김종민 - 공익근무요원으로 대체복무 2007년 11월 ~ 2009년 12월)

### 코요태 어글리(미니 앨범 1집)
김종민은 2009년 12월 소집해제 되었고, 빽가는 뇌수막종을 제거하는 수술이 2010년 1월에 있었다. 2010년 6월 10일에 발매한 앨범은 2010년 6월 10일부터 2010년 7월 9일까지 활동하였고, 빽가는 건강상의 이유로 참여하지 못하였다. 또한 4집 때와 구성이 같아지게 되었다.
(김종민 - 리더, 서브보컬, 안무, 신지 - 메인보컬, 빽가 - 랩, 개인사정으로 인하여 불참)

### Good Good Han Koyote(미니 앨범 2집) ~ 현재
2011년 8월 18일, 건강을 회복한 빽가는 복귀하였고, 5년만에 3명이 함께 앨범을 냈다. 2011년 8월 18일부터 현재까지 활동 중이다.
(김종민 - 리더, 서브보컬, 안무, 신지 - 메인보컬, 빽가 - 랩)

### 멤버 변천사 요약
| 멤버＼연도 | 1998년 | 1999년                    | 1999년 | 2000년 | 2000년 | 2001년 | 2001년 | 2002년 | 2002년 | 2003년 | 2003년 | 2004년 | 2004년 | 2004년~2007년 | 2007년 | 2008년 | 2009년 | 2010년~2011년 | 2011년 | 이후 |
| 멤버＼연도 | 12월   | 5월                       | 7월    | 3월    | 11월   | 3월    | 연말   | 3월    | 5월    | 3월    | 5월    | 2월    | 3월    | 2004년~2007년 | 11월   | 2008년 | 12월   | 2010년~2011년 | 8월    | 이후 |
| 김구       |        | 비자 문제로 미국 다녀 옴. |        |        |        |        |        |        |        |        |        |        |        |               |        |        |        |               |        |      |
| 신지       |        |                           |        |        |        |        |        |        |        |        |        |        |        |               |        |        |        |               |        |      |
| 차승민     |        |                           |        |        |        |        |        |        |        |        |        |        |        |               |        |        |        |               |        |      |
| 나진우     |        |                           |        |        |        |        |        |        |        |        |        |        |        |               |        |        |        |               |        |      |
| 김종민     |        |                           |        |        |        |        |        |        |        |        |        |        |        |               |        | 군복무 |        |               |        |      |
| 김영완     |        |                           |        |        |        |        |        |        |        |        |        |        |        |               |        |        |        |               |        |      |
| 정명훈     |        |                           |        |        |        |        |        |        |        |        |        |        |        |               |        |        |        |               |        |      |
| 빽가       |        |                           |        |        |        |        |        |        |        |        |        |        |        |               |        |        |        |               |        |      |

## 구성원
| 이름   | 소개 |
| ------ | --- |
| 김종민 | - 이름: 김종민 - 생년월일: 1979년 9월 24일(45세) - 출생지: 서울특별시 도봉구 방학동 - 포지션: 리더, 서브보컬, 메인댄서 - 활동 기간: 2000년 10월 29일 ~ 현재 |
| 빽가   | - 본명: 백성현 - 생년월일: 1981년 5월 14일(44세) - 출생지: 서울특별시 용산구 이태원동 - 포지션: 메인래퍼, 리드댄서 - 활동 기간: 2004년 3월 26일 ~ 현재      |
| 신지   | - 본명: 이지선 - 생년월일: 1981년 11월 18일(43세) - 출생지: 인천광역시 부평구 청천동 - 포지션: 메인보컬 - 활동 기간: 1998년 12월 9일 ~ 현재                 |

### 이전 구성원
| 이름   | 소개 |
| ------ | --- |
| 나진우 | - 생년월일: 1983년 2월 24일(42세) - 포지션: 메인래퍼, 메인댄서 - 활동 기간: 1999년 5월 ~ 1999년 6월 (객원 멤버로 활동)                                        |
| 차승민 | - 생년월일: 1979년 6월 12일(46세) - 출생지: 영국령 홍콩 - 포지션: 리드보컬 - 활동 기간: 1998년 12월 9일 ~ 2000년 3월 26일                                     |
| 김구   | - 본명: 김원기 - 생년월일: 1977년 3월 2일(48세) - 출생지: 경상북도 안동시 - 포지션: 전 리더, 메인래퍼, 리드댄서 - 활동 기간: 1998년 12월 9일 ~ 2002년 2월 2일 |
| 김영완 | - 생년월일: 1970년 5월 17일(55세) - 포지션: 메인래퍼, 리드댄서 - 활동 기간: 2002년 3월 15일 ~ 2002년 5월 4일 (객원 멤버로 활동)                               |
| 정명훈 | - 생년월일: 1981년 2월 21일(44세) - 포지션: 메인래퍼 - 활동 기간: 2003년 5월 22일 ~ 2003년 12월 30일 (객원 멤버로 활동)                                       |

## 수상 경력

### 시상식
| 연도   | 수상 내역 |
| ------ | --- |
| 1999년 | - 12월 14일 《제10회 서울가요대상》 신인상 - 12월 29일 《SBS 가요대전》 신인상 |
| 2000년 | - 12월 13일 《KMTV 가요대전》 본상 |
| 2001년 | - 11월 23일 《Mnet 뮤직비디오 페스티벌》 혼성그룹 부문 최우수 뮤직비디오상 - 12월 14일 《제16회 골든디스크상》 본상 - 12월 19일 《KMTV 가요대전》 본상 - 12월 29일 《SBS 가요대전》 댄스그룹상 - 12월 30일 《KBS 가요대상》 청소년 부문 올해의 가수상 |
| 2002년 | - 12월 6일 《제13회 서울가요대상》 본상 - 12월 13일 《제17회 골든디스크상》 본상 - 12월 28일 《KMTV 코리안 뮤직 어워드》 올해의 가수상 - 12월 29일 《SBS 가요대전》 본상 - 12월 30일 《KBS 가요대상》 청소년 부문 올해의 가수상 |
| 2003년 | - 11월 27일 《Mnet 뮤직비디오 페스티벌》 혼성그룹 부문 최우수 뮤직비디오상 - 12월 5일 《제18회 골든디스크상》 본상 - 12월 10일 《KMTV 코리안 뮤직 어워드》 올해의 가수상 - 12월 12일 《제14회 서울가요대상》 본상 - 12월 29일 《SBS 가요대전》 본상 - 12월 30일 《KBS 가요대상》 청소년 부문 프로듀서가 뽑은 인기가수상 - 12월 30일 《KBS 가요대상》 청소년 부문 올해의 가수상 - 12월 31일 《MBC 10대 가수 가요제》 10대 가수상 |
| 2004년 | - 12월 2일 《제19회 골든디스크상》 본상 - 12월 4일 《Mnet 뮤직비디오 페스티벌》 혼성그룹 부문 최우수 뮤직비디오상 - 12월 10일 《제15회 서울가요대상》 본상 - 12월 29일 《SBS 가요대전》 본상 - 12월 30일 《KBS 가요대상》 올해의 가수상 - 12월 31일 《MBC 10대가수가요제》 10대 가수상 |
| 2005년 | - 11월 27일 《Mnet 뮤직비디오 페스티벌》 혼성그룹 부문 최우수 뮤직비디오상 - 12월 7일 《제20회 골든디스크상》 본상 - 12월 30일 《KBS 가요대상》 올해의 가수상 |

### 지상파 가요 프로그램 1위
| 연도             | 수상 내역 (총 16회) |
| ---------------- | --- |
| 2001년 (총 2회)  | - 파란(波澜) (총 2회) - 3월 1일 《KBS 뮤직뱅크》 1위 - 3월 8일 《KBS 뮤직뱅크》 1위 (2주 연속) |
| 2002년 (총 1회)  | - 비몽(悲梦) (총 1회) - 4월 20일 《MBC 음악캠프》 1위 |
| 2003년 (총 2회)  | - 비상(非常) (총 2회) - 6월 21일 《MBC 음악캠프》 1위 - 6월 29일 《SBS 인기가요》 뮤티즌송 |
| 2004년 (총 10회) | - 디스코왕 (총 7회) - 4월 18일 《SBS 인기가요》 뮤티즌송 - 4월 24일 《MBC 음악캠프》 1위 - 5월 1일 《MBC 음악캠프》 1위 - 5월 2일 《SBS 인기가요》 뮤티즌송 - 5월 8일 《MBC 음악캠프》 1위 - 5월 15일 《MBC 음악캠프》 1위 (4주 연속) - 5월 16일 《SBS 인기가요》 뮤티즌송 (통산 3주, 트리플 크라운) - 불꽃 (총 3회) - 6월 26일 《MBC 음악캠프》 1위 - 6월 27일 《SBS 인기가요》 뮤티즌송 - 7월 10일 《MBC 음악캠프》 1위 (통산 2주) |
| 2005년 (총 1회)  | - 빙고(氷孤) (총 1회) - 1월 15일 《MBC 음악캠프》 1위 |

### 케이블 가요 프로그램 1위
| 연도            | 수상 내역 (총 13회) |
| --------------- | --- |
| 2004년 (총 9회) | - 디스코왕 (총 5회) - 4월 24일 《KMTV 쇼 뮤직탱크》 1위 - 5월 1일 《KMTV 쇼 뮤직탱크》 1위 - 5월 8일 《KMTV 쇼 뮤직탱크》 1위 - 5월 15일 《KMTV 쇼 뮤직탱크》 1위 - 5월 22일 《KMTV 쇼 뮤직탱크》 1위 (5주 연속, 최강자) - 불꽃 (총 3회) - 6월 26일 《KMTV 쇼 뮤직탱크》 1위 - 7월 3일 《KMTV 쇼 뮤직탱크》 1위 - 7월 10일 《KMTV 쇼 뮤직탱크》 1위 (3주 연속) - Together (총 1회) - 8월 28일 《KMTV 쇼 뮤직탱크》 1위 |
| 2005년 (총 3회) | - 빙고(氷孤) (총 3회) - 1월 8일 《KMTV 쇼 뮤직탱크》 1위 - 1월 15일 《KMTV 쇼 뮤직탱크》 1위 - 1월 22일 《KMTV 쇼 뮤직탱크》 1위 (3주 연속) |
| 2006년 (총 1회) | - I Love Rock & Roll (총 1회) - 9월 30일 《KMTV 쇼 뮤직탱크》 1위 |